# 北海道道1155号落部インター線
北海道道1155号落部インター線（ほっかいどうどう1155ごう おとしべインターせん）は、北海道二海郡八雲町を結ぶ一般道道である。

## 概要

### 路線データ
- 起点：北海道二海郡八雲町東野（国道5号交差点）
- 終点：北海道二海郡八雲町東野（道央自動車道落部IC）
- 総延長：0.290 km
- 実延長：0.231 km
- 重用延長：0.059 km

## 歴史
- 1999年（平成11年）1月6日 - 路線認定[1]。

## 地理

### 通過する自治体
- 渡島総合振興局
  - 二海郡八雲町

### 交差する道路
八雲町
- 国道5号 - 東野（起点）
- 道央自動車道落部IC - 東野（終点）